# Red Room (Maison-Blanche)
Pour les articles homonymes, voir red room.

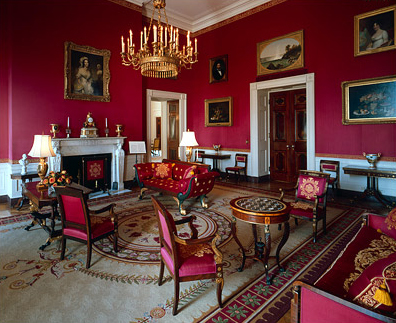
La Red Room côté nord-ouest pendant le mandat de Bill Clinton.

Plan de l'étage indiquant l'emplacement de la Red Room.

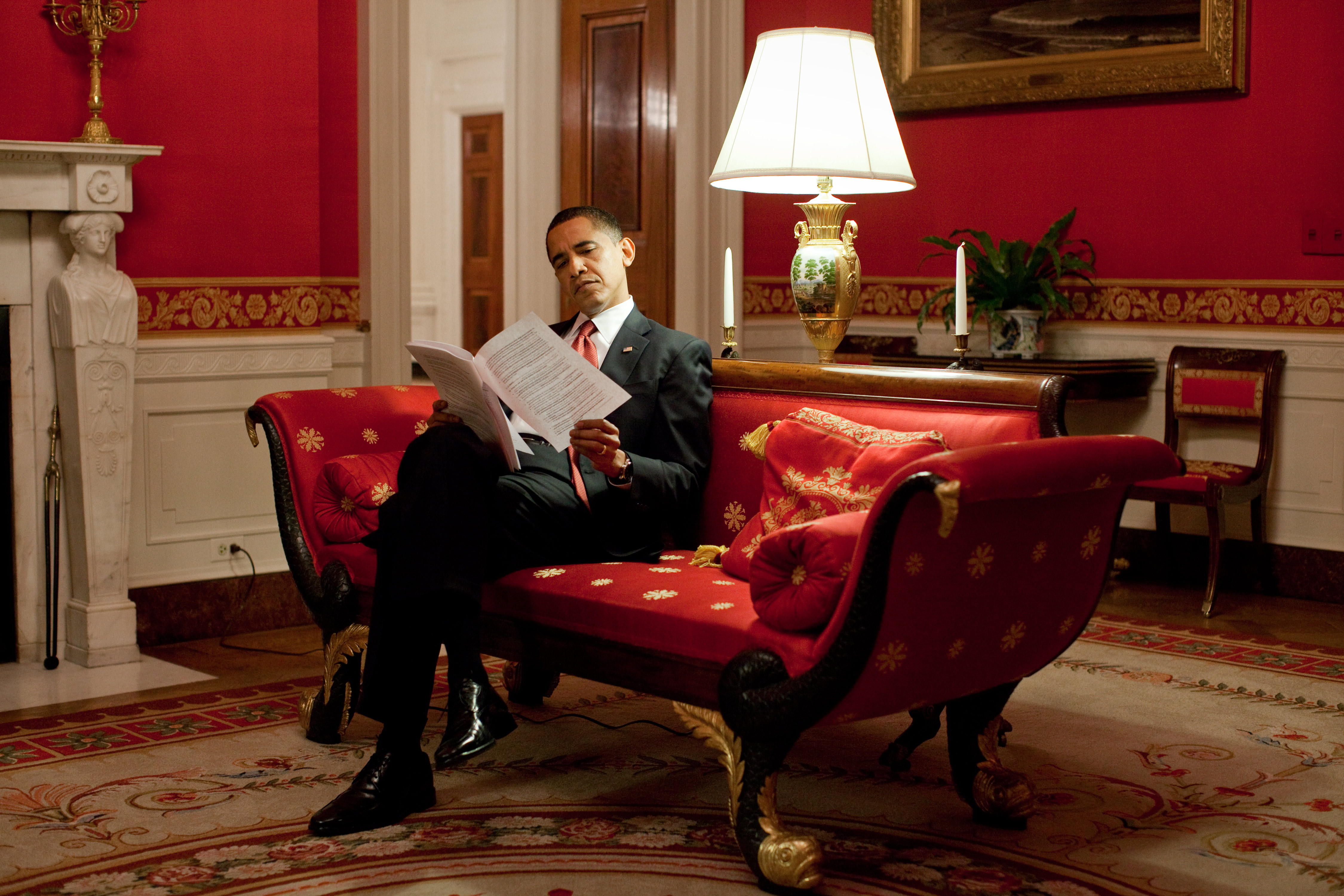
Barack Obama dans la Red Room.

La Red Room (en français, Salle Rouge) est l'un des trois salons du premier étage de la Maison-Blanche, résidence du président des États-Unis. La pièce a servi de salon et de salle de musique, et les derniers présidents y ont organisé de petits dîners. Elle est traditionnellement décorée dans des tons de rouge.
La salle mesure environ 8,4 m par 6,75. Elle a six portes, qui ouvrent sur le Cross Hall, la Blue Room, le portique sud et la Salle à manger d'État.

## Ameublement
Au cours du XIXe siècle, la Red Room a connu de nombreux changements de style allant du style Empire, imitation Renaissance, imitation Rococo et Aesthetic Movement. Les meubles des administrations précédentes étaient souvent revendus aux enchères pour financer l'acquisition des nouveaux meubles.
La plupart des meubles actuellement présents dans la Red Room, bien qu'anciens, ont été acquis sous le mandat de John Fitzgerald Kennedy ou plus tard. La cheminée italienne de marbre de 1919, avec ses colonnes en cariatides, est l'une des deux commandées par le président James Monroe et installées à l'origine dans la Salle à manger d'État. Les deux cheminées furent déplacées vers la Red Room et la Green Room par la firme McKim, Mead and White pendant le mandat de Theodore Roosevelt. L'horloge de la cheminée est une horloge française de 1780 ou 1785, et fut offerte à la nation américaine en 1954 par le président Vincent Auriol après la reconstruction de la Maison-Blanche par Truman (1949-1952).
Roosevelt choisit Charles Follen McKim du cabinet d'architecture new-yorkais McKim, Mead and White pour rénover et redécorer la Maison-Blanche. McKim mit fin à l'accumulation de styles dépareillés du XIXe siècle, ramenant en grande partie la Maison-Blanche à ce à quoi elle ressemblait au moment de sa construction. Dans la Red Room, outre l'installation de la cheminée de marbre, il fit tapisser les murs de velours bordeaux, et un ensemble de meubles de style turc furent garnis de la même couleur.
L'ajout d'un nouveau grenier sous l'administration de Calvin Coolidge ajouta d'importantes contraintes à la structure du bâtiment. En 1951, la Maison-Blanche se délabrait et le président Harry S. Truman dirigea une reconstruction majeure. L'intérieur fut largement démantelé, les meubles inventoriés et stockés, et une structure d'acier fut ajoutée dans les murs. La Red Room fut également démantelée et reconstruite. L'installation de la climatisation en 1953 et 1954 fit rabaisser le plafond, et de nouveaux plafonds présentant un décor générique d'étoiles furent installés. Ne disposant pratiquement pas de meubles d'origine pour la Maison-Blanche, Truman fit appel aux conseil de B. Altman pour superviser le réameublement. Dans la Red Room, un damas rouge d'un motif similaire à celui d'avant la reconstruction fut installé sur les murs.
Pendant la restauration de la Maison-Blanche par les Kennedy, la Première dame Jacqueline Kennedy, sur les conseils de l'architecte d'intérieur français Stéphane Boudin, choisit pour la Red Room un style Empire américain. La Red Room fut la première pièce terminée pendant la restauration. Les motifs Empire se traduisent dans des palmettes, des feuilles d'acanthe, des têtes de lions et des sphinx (les motifs égyptiens étant très à la mode après les campagnes de Napoléon en Égypte de 1798 à 1801). Plusieurs meubles de l'ébéniste new-yorkais d'origine française Charles-Honoré Lannuier furent acquis pour la pièce, dont un guéridon de 1810 avec des moulures de bronze doré et une surface de marbre italien. Un lustre français de 1805 à trente-six branches, en bois et or, éclaire la pièce, ainsi que des lampes Bouillotte anciennes en bronze sur les tables.
Les meubles furent garnis de soie rouge cerise, identique à la couleur des murs, avec un motif de médaillons dorés, de parchemins et de corbeilles de fruits. Les tissus recouvrant les murs furent tous fabriqués par le fabricant de textile américain Scalamandre. Les rideaux étaient simples, de simples panneaux de la même soie que les murs, bordés de la même bande décorative que celle placée au-dessus des plinthes. Un sofa de style Empire ayant appartenu à Nellie Curtis, fille de Martha Washington, fut acheté par la Maison-Blanche et placé dans la Red Room. Une carpette française de style Savonnerie de 1815, dans des tons de rouge et crème, fut acquise pour la pièce pendant la restauration des Kennedy et copiée pour éviter qu'elle soit abîmée. La carpette porte un médaillon central et des bordures de feuilles de laurier, de roses et de médaillons similaires aux autres motifs décoratifs de la pièce.
En 1971, la pièce fut réaménagée par la Première dame Pat Nixon, sur les conseils du nouveau conservateur de la Maison-Blanche Clement Conger et de l'architecte Edward Vason Jones. Les moulures uniformes du plafond installées pendant la reconstruction de Truman furent remplacées par des moulures plus historiquement correctes, avec un médaillon central.
Conger fit appel à la compagnie Scalamandre pour les textiles, gardant des motifs similaires mais changeant la couleur rouge cerise des Kennedy pour une nuance plus proche de l'écarlate. Sur le mur sud, entre deux fenêtres, il installa une grande tablette dorée pour y placer un buste du président Martin Van Buren sculpté par Hiram Powers. Un portrait de la belle-fille de Van Buren, Angelica Singleton Van Buren, peint en 1842 par Henry Inman est accroché au-dessus de la cheminée. Ce portrait représente également le buste de marbre.
Les draperies rouge et or ornées de médaillons, qui rappellent l'époque de Dolley Madison, ont été conçues par Vason Jones à partir de motifs historiques conservés par la Society for the Preservation of New England Antiquities (désormais connue sous le nom de Historic New England) et le Metropolitan Museum of Art. Conger utilisa des frises décoratives au niveau du plafond mais pas au-dessus des plinthes.
Le réaménagement de la Red Room par la Première dame Hillary Clinton sur les conseils du Comité pour la préservation de la Maison-Blanche et du conservateur de la Maison-Blanche Betty Monkman, garda le principe général de l'aménagement de Conger en 1971. La couleur des murs et des garnitures fut changée pour un rouge carmin plus sombre, que les historiens considèrent comme plus typique des textiles américains du XIXe siècle. Une frise décorative similaire à celle des Kennedy fut réinstallée au-dessus des plinthes.
Les réaménagements des pièces historiques de la Maison-Blanche ont lieu régulièrement. Les idées de la famille présidentielle, ainsi que des références aux documents historiques et parfois des recherches supplémentaires guident les décisions du comité et du conservateur.

## Tableaux
Le portrait de George Washington par Gilbert Stuart, actuellement exposé dans la East Room, était d'abord exposé dans la Red Room, lui donnant le surnom de « salon Washington ». Le portrait de Dolley Madison peint par Stuart en 1804 se trouve dans la Red Room, ainsi que d'autres portraits, natures mortes et paysages.

## Histoire

### L'antichambre du président, l'influence Empire
Les croquis du premier étage de la Maison-Blanche par Benjamin Latrobe en 1803 indiquent que la Red Room servait « d'antichambre du président » pour la « bibliothèque & cabinet » du président située à l'emplacement de la Salle à manger d'État. Jefferson gardait une pie en cage dans cette pièce. Sous le mandat de James Madison, la pièce devient la Yellow Drawing Room (salon jaune) et le lieu des réceptions du mercredi soir de Dolley Madison. James Monroe acheta pour la Red Room du mobilier de style Empire, comme il l'avait fait pour la Blue Room pour la remeubler après l'incendie de la Maison-Blanche en 1814.

### Le salon de musique
Les Madison, les Lincoln, les Grant et les Kennedy utilisèrent la Red Room comme salon de musique. Ils gardaient une guitare, un piano et des pupitres à partitions dans la pièce. Actuellement, un pupitre près de la cheminée rappelle cette ancienne utilisation de la pièce.

### Utilisation au fil du temps
Ulysses S. Grant, craignant que la passation de pouvoir à Rutherford B. Hayes se déroule mal à cause d'une élection très contestée tranchée par le Sénat, fit prêter serment au nouveau président en secret dans la Red Room la veille de son investiture officielle. Grant et sa femme utilisaient la Red Room comme salon familial. Eleanor Roosevelt y donna des entretiens à des femmes journalistes. Après les funérailles nationales de John Kennedy, Jacqueline Kennedy reçut les chefs d'État étrangers dans la Red Room. Les Reagan utilisaient souvent cette pièce pour les photographies officielles avec des chefs d'État en visite. Les Clinton aimaient y organiser de petits dîners.

### Acquisition de nouveaux meubles
Des acquisitions significatives de meubles sous les mandats de Richard Nixon et Jimmy Carter permirent de remplacer d'autres meubles. L'ajout le plus important récemment est celui d'un grand secrétaire rectiligne créé par Charles-Honoré Lannuier. Il s'agit d'un cadeau de l'association historique de la Maison-Blanche fait pendant le mandat de Bill Clinton à l'occasion du 200e anniversaire de la construction de la maison.